# Адміністративний поділ Республіки Алтай

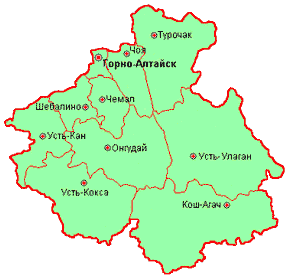
Райони Республіки Алтай

До 1917 року територія нинішньої Республіки Алтай входила до складу Бійського повіту Томської губернії. У 1917 році з Томської губернії була виділена Алтайська губернія, у складі якої роком пізніше був утворений Каракорумський повіт з центром в селі Улала (нині Горно-Алтайськ). Ще через два роки повіт був перейменований в Горно-Алтайський, а його центр переведений в село Шебаліно, а потім в Алтайське.
У 1922 році була утворена Ойротська автономна область з центром в Улалі. У область спочатку входили 24 волості, число яких незабаром скоротилося, а самі вони були перейменовані в аймаки: Кош-Агацький, Лебедський, Маймінський, Онгудайський, Уймонський, Улаганський, Успенський, Усть-Канський, Чемальський, Шебалінський. У 1928 році Улала була перетворена в місто, а в 1932 перейменована в Ойрот-Туру. У 1933 році Лебедський аймак був перейменований в Турочацький, Уймонський — в
Усть-Коксинський, Улалінський — в Ойрот-Турінський, Успенський — в Чойський, Чемальський — в Елікманарський. У 1948 Орйротська АО була перейменована в Горно-Алтайську АО, а її столиця — в Горно-Алтайськ. Одночасно Ойрот-Турінський аймак перейменували в Маймінський. У 1956 був ліквідований Чойський аймак. У 1962–1963 роках аймаки були перейменовані в райони, а їх число скорочене до 6: Кош-Агацький, Маймінський, Онгудайський, Турочацький, Улаганський, Усть-Канський. Проте вже через рік був відновлений Усть-Коксинський район, ще через рік Шебалінський, в 1980 — Чойський, а в 1992 — Чемальський.
У 1991 році Горно-Алтайська АО була перетворена в АРСР, а наступного року — в Республіку Горний Алтай, через декілька місяців перейменовану в Республіку Алтай.
| Українська назва       | Алтайська назва    | Населення (2006), тис. жит. | Територія, км² | Густота, осіб/км² | Центр       |
| ---------------------- | ------------------ | --------------------------- | -------------- | ----------------- | ----------- |
| Горно-Алтайськ         | Улулу Алтай        | 53,1                        |                |                   |             |
| Кош-Агацький район     | Кош-Агаш аймак     | 17,7                        | 19 845         | 0,9               | Кош-Агач    |
| Маймінський район      | Майма аймак        | 27,9                        | 1 285          | 19,6              | Майма       |
| Онгудайський район     | Оҥдой аймак        | 15,7                        | 11 744         | 1,3               | Онгудай     |
| Турачацький район      | Турачак аймак      | 13,0                        | 11 015         | 1,2               | Турачак     |
| Улаганський район      | Улаган аймак       | 11,9                        | 18 367         | 0,6               | Усть-Улаган |
| Усть-Канський район    | Кан-Оозы аймак     | 15,4                        | 6 244          | 2,4               | Усть-Кан    |
| Усть-Коксинський район | Кöк-Суу Оозы аймак | 17,5                        | 12 952         | 1,4               | Усть-Кокса  |
| Чемальський район      | Чамал аймак        | 9,5                         | 3 016          | 3,2               | Чемал       |
| Чойський район         | Чоя аймак          | 8,9                         | 4 526          | 2,0               | Чоя         |
| Шебалінський район     | Шебалин аймак      | 15,7                        | 3 794          | 3,7               | Шебаліно    |